# Walter Vásquez Vejarano
Walter Vásquez Vejarano, (Santiago de Chuco, Perú, 24 de diciembre de 1932) abogado y magistrado peruano. Fue Presidente de la Corte Suprema de Justicia de la República del Perú, en el periodo 2005-2006.

## Biografía
Cursó estudios de Derecho en la Universidad Nacional de Trujillo y se recibió de abogado en 1959. Ejerció también la docencia.
En 1962 ingresó al Poder Judicial iniciando su carrera como magistrado. Fue Juez titular de Primera Instancia de Otuzco (1971) y Juez de Primera instancia de Pacasmayo (1973). En 1976 fue elegido Vocal Superior de la Corte Superior de La Libertad, cuya presidencia ejerció en 1983 y en 1985.
En 1987 pasó a ser Vocal de la Corte Suprema de Justicia de la República, pero fue destituido al consumarse el autogolpe del 5 de abril de 1992. Acudió a la Comisión Interamericana de Derechos Humanos (CIDH) para pedir su retorno al Poder Judicial. En 1998 la CIDH se pronunció por su restitución, pero no fue sino hasta el gobierno transitorio de Valentín Paniagua, que el Consejo Transitorio del Poder Judicial ordenó su reposición (18 de marzo de 2001).
El 2 de diciembre de 2004, la Sala plena del Poder Judicial del Perú lo eligió como presidente de este poder del Estado, para el periodo 2005-2006, en reemplazo de Hugo Sivina. Obtuvo 9 votos de los 14 integrantes de la Sala Plena.
El 24 de diciembre de 2007 el Consejo Ejecutivo del Poder Judicial lo cesó en sus funciones judiciales, por límite de edad.
| Predecesor: Hugo Sivina Hurtado | Presidente de la Corte Suprema y del Poder Judicial del Perú 3 de enero de 2005-2 de enero de 2007 | Sucesor: Francisco Távara Córdova |